# Velké Svatoňovice
Velké Svatoňovice település Csehországban, Trutnovi járásban. Velké Svatoňovice Suchovršice, Batňovice, Trutnov, Malé Svatoňovice és Radvanice településekkel határos. Lakosainak száma 1266 fő (2024. január 1.).

## Népesség
A település lakosságának változását az alábbi diagram mutatja:
| Lakosok száma | 2864 | 2438 | 2136 | 1536 | 1167 | 1212 | 1263 | 1267 | 1219 | 1266 |
|               | 1869 | 1900 | 1921 | 1961 | 1980 | 2011 | 2016 | 2019 | 2021 | 2024 |